# Segretario alla Marina degli Stati Uniti d'America
Il segretario della Marina degli Stati Uniti d'America (SECNAV) è il capo civile del Department of the Navy, sotto la direzione del Presidente e del Segretario della difesa degli Stati Uniti d'America.

## Storia
Con il tempo questo ruolo cambiò: fece parte del gabinetto di governo del presidente sino al National Security Act del 1947, quando le tre forze armate americane (Marina Militare, Esercito e Aeronautica) vennero collocate nel Dipartimento della Difesa. 
Dal 1949 il segretario della Marina quindi sottostà al segretario della Difesa.

## Organizzazione

### Il Segretario
È il capo esecutivo del Dipartimento della Marina, all'interno del Dipartimento della Difesa, con competenza su United States Navy e United States Marine Corps.
Per legge il segretario della Marina deve essere un civile che da almeno cinque anni ha terminato il servizio militare attivo. Viene nominato dal presidente degli Stati Uniti e richiede la conferma da parte del Senato.

### Il Segretariato
L'Ufficio del Segretario della Marina, noto anche all'interno del Dipartimento della Difesa come il Segretariato della Marina, comprende lo staff che supporta il segretario nell'esecuzione delle sue funzioni. I principali funzionari del Segretariato sono:
- il sottosegretario della Marina
- gli assistenti segretari della Marina (ASN)
- il consigliere generale della Marina
- il giudice avvocato generale della Marina (JAG), l'Ispettore generale navale (NIG)
- il capo degli affari legislativi
- il capo del Naval Research.

L'Ufficio del Segretario della Marina ha la responsabilità esclusiva all'interno del Dipartimento della Marina per l'acquisizione, il controllo, la gestione finanziaria e le informazioni, gli affari legislativi, affari pubblici, ricerca e sviluppo.

## Elenco

### Congresso continentale
| # | Immagine | Nome         | Stato di Residenza | Mandato | Mandato | Presidente sotto il quale si è svolto il mandato |
| # | Immagine | Nome         | Stato di Residenza | Inizio  | Termine | Presidente sotto il quale si è svolto il mandato |
| - | -------- | ------------ | ------------------ | ------- | ------- | ------------------------------------------------ |
| 1 |          | Joseph Hewes |                    | 1776    | 1778    |                                                  |

### Dipartimento esecutivo (1798-1947)
Partiti politici:

  Federalista
  Democratico-Repubblicano
  Democratico
  Whig
  Repubblicano
Stato:

  Segretario facente funzioni
| N. | Foto               | Segretario alla Marina                | Stato di provenienza | Carica            | Carica            | Presidente sotto il quale ha svolto il mandato | Presidente sotto il quale ha svolto il mandato |
| N. | Foto               | Segretario alla Marina                | Stato di provenienza | Inizio            | Termine           | Presidente sotto il quale ha svolto il mandato | Presidente sotto il quale ha svolto il mandato |
| -- | ------------------ | ------------------------------------- | -------------------- | ----------------- | ----------------- | ---------------------------------------------- | ---------------------------------------------- |
| 1  |                    | Benjamin Stoddert (1744-1813)         | Maryland             | 18 giugno 1798    | 31 marzo 1801     |                                                | John Adams                                     |
| 2  |                    | Robert Smith (1757-1842)              | Maryland             | 27 luglio 1801    | 4 marzo 1809      |                                                | Thomas Jefferson                               |
| 3  |                    | Paul Hamilton (1762-1816)             | Carolina del Sud     | 15 maggio 1809    | 31 dicembre 1812  |                                                | James Madison                                  |
| 4  |                    | William Jones (1760-1831)             | Pennsylvania         | 19 gennaio 1813   | 1º dicembre 1814  |                                                | James Madison                                  |
| 5  |                    | Benjamin W. Crowninshield (1772-1851) | Massachusetts        | 16 gennaio 1815   | 30 settembre 1818 |                                                | James Madison                                  |
| 5  | James Monroe       | Benjamin W. Crowninshield (1772-1851) | Massachusetts        | 16 gennaio 1815   | 30 settembre 1818 |                                                |                                                |
| 6  |                    | Smith Thompson (1768-1843)            | New York             | 1º gennaio 1819   | 31 agosto 1823    |                                                |                                                |
| 7  |                    | Samuel L. Southard (1792-1873)        | New Jersey           | 16 settembre 1823 | 4 marzo 1829      |                                                |                                                |
| 7  | John Quincy Adams  | Samuel L. Southard (1792-1873)        | New Jersey           | 16 settembre 1823 | 4 marzo 1829      |                                                |                                                |
| 8  |                    | John Branch (1782-1863)               | Carolina del Nord    | 9 marzo 1829      | 12 maggio 1831    |                                                | Andrew Jackson                                 |
| 9  |                    | Levi Woodbury (1789-1851)             | New Hampshire        | 23 maggio 1831    | 30 giugno 1834    |                                                | Andrew Jackson                                 |
| 10 |                    | Mahlon Dickerson (1770-1853)          | New Jersey           | 1 luglio 1834     | 30 giugno 1838    |                                                | Andrew Jackson                                 |
| 10 | Martin Van Buren   | Mahlon Dickerson (1770-1853)          | New Jersey           | 1 luglio 1834     | 30 giugno 1838    |                                                |                                                |
| 11 |                    | James K. Paulding (1778-1860)         | New York             | 1º luglio 1838    | 4 marzo 1841      |                                                |                                                |
| 12 |                    | George E. Badger (1795-1866)          | Carolina del Nord    | 6 marzo 1841      | 11 settembre 1841 |                                                | William Henry Harrison                         |
| 12 | John Tyler         | George E. Badger (1795-1866)          | Carolina del Nord    | 6 marzo 1841      | 11 settembre 1841 |                                                |                                                |
| 13 |                    | Abel P. Upshur (1790-1844)            | Virginia             | 11 ottobre 1841   | 23 luglio 1843    |                                                |                                                |
| 14 |                    | David Henshaw (1791-1852)             | Massachusetts        | 4 luglio 1843     | 18 febbraio 1844  |                                                |                                                |
| 15 |                    | Thomas W. Gilmer (1802-1844)          | Virginia             | 19 febbraio 1844  | 28 febbraio 1844  |                                                |                                                |
| 16 |                    | John Y. Mason (1799-1859)             | Virginia             | 26 marzo 1844     | 4 marzo 1845      |                                                |                                                |
| 17 |                    | George Bancroft (1800-1891)           | Massachusetts        | 11 marzo 1845     | 9 settembre 1846  |                                                | James Knox Polk                                |
| 18 |                    | John Y. Mason (1799-1859)             | Virginia             | 10 settembre 1846 | 4 marzo 1849      |                                                | James Knox Polk                                |
| 19 |                    | William B. Preston (1805-1862)        | Virginia             | 8 marzo 1849      | 22 luglio 1850    |                                                | Zachary Taylor                                 |
| 20 |                    | William A. Graham (1804-1875)         | Carolina del Nord    | 2 agosto 1850     | 25 luglio 1852    |                                                | Millard Fillmore                               |
| 21 |                    | John P. Kennedy (1795-1870)           | Maryland             | 26 luglio 1852    | 4 marzo 1853      |                                                | Millard Fillmore                               |
| 22 |                    | James C. Dobbin (1814-1857)           | Carolina del Nord    | 8 marzo 1853      | 4 marzo 1857      |                                                | Franklin Pierce                                |
| 23 |                    | Isaac Toucey (1792-1869)              | Connecticut          | 7 marzo 1857      | 4 marzo 1861      |                                                | James Buchanan                                 |
| 24 |                    | Gideon Welles (1802-1878)             | Connecticut          | 7 marzo 1861      | 4 marzo 1869      |                                                | Abraham Lincoln                                |
| 24 | Andrew Johnson     | Gideon Welles (1802-1878)             | Connecticut          | 7 marzo 1861      | 4 marzo 1869      |                                                |                                                |
| 25 |                    | Adolph E. Borie (1809-1880)           | Pennsylvania         | 9 marzo 1869      | 25 giugno 1869    |                                                | Ulysses S. Grant                               |
| 26 |                    | George M. Robeson (1829-1897)         | New Jersey           | 26 giugno 1869    | 4 marzo 1877      |                                                | Ulysses S. Grant                               |
| —  |                    | William Faxon (1822-1883)             |                      | 4 marzo 1877      | 13 marzo 1877     |                                                | Rutherford B. Hayes                            |
| 27 |                    | Richard W. Thompson (1809-1900)       | Indiana              | 13 marzo 1877     | 20 dicembre 1880  |                                                | Rutherford B. Hayes                            |
| 28 |                    | Nathan Goff, Jr. (1843-1920)          | Virginia Occidentale | 7 gennaio 1881    | 4 marzo 1881      |                                                | Rutherford B. Hayes                            |
| 29 |                    | William H. Hunt (1823-1884)           | Louisiana            | 7 marzo 1881      | 16 aprile 1882    |                                                | James Garfield                                 |
| 29 | Chester A. Arthur  | William H. Hunt (1823-1884)           | Louisiana            | 7 marzo 1881      | 16 aprile 1882    |                                                |                                                |
| 30 |                    | William E. Chandler (1835-1917)       | New Hampshire        | 16 aprile 1882    | 4 marzo 1885      |                                                |                                                |
| 31 |                    | William C. Whitney (1841-1904)        | New York             | 7 marzo 1885      | 4 marzo 1889      |                                                | Grover Cleveland                               |
| 32 |                    | Benjamin F. Tracy (1830-1915)         | New York             | 6 marzo 1889      | 4 marzo 1893      |                                                | Benjamin Harrison                              |
| 33 |                    | Hilary A. Herbert (1834-1919)         | Alabama              | 7 marzo 1893      | 4 marzo 1897      |                                                | Grover Cleveland                               |
| 34 |                    | John D. Long (1838-1915)              | Massachusetts        | 6 marzo 1897      | 30 aprile 1902    |                                                | William McKinley                               |
| 34 | Theodore Roosevelt | John D. Long (1838-1915)              | Massachusetts        | 6 marzo 1897      | 30 aprile 1902    |                                                |                                                |
| 35 |                    | William H. Moody (1853-1917)          | Massachusetts        | 1º maggio 1902    | 30 giugno 1904    |                                                |                                                |
| 36 |                    | Paul Morton (1857-1911)               | Illinois             | 1º luglio 1904    | 30 giugno 1905    |                                                |                                                |
| 37 |                    | Charles J. Bonaparte (1851-1921)      | Maryland             | 1º luglio 1905    | 16 dicembre 1906  |                                                |                                                |
| 38 |                    | Victor H. Metcalf (1853-1936)         | California           | 17 dicembre 1906  | 30 novembre 1908  |                                                |                                                |
| 39 |                    | Truman H. Newberry (1864-1945)        | Michigan             | 1º dicembre 1908  | 4 marzo 1909      |                                                |                                                |
| 40 |                    | George von L. Meyer (1858-1918)       | Massachusetts        | 6 marzo 1909      | 4 marzo 1913      |                                                | William Howard Taft                            |
| 41 |                    | Josephus Daniels (1862-1948)          | Carolina del Nord    | 5 marzo 1913      | 4 marzo 1921      |                                                | Woodrow Wilson                                 |
| 42 |                    | Edwin C. Denby (1870-1929)            | Michigan             | 6 marzo 1921      | 10 marzo 1924     |                                                | Warren Gamaliel Harding                        |
| 42 | Calvin Coolidge    | Edwin C. Denby (1870-1929)            | Michigan             | 6 marzo 1921      | 10 marzo 1924     |                                                |                                                |
| —  |                    | Theodore Roosevelt, Jr. (1887-1944)   | New York             | 10 marzo 1924     | 19 marzo 1924     |                                                |                                                |
| 43 |                    | Curtis D. Wilbur (1867-1954)          | California           | 19 marzo 1924     | 4 marzo 1929      |                                                |                                                |
| 44 |                    | Charles F. Adams III (1866-1954)      | Massachusetts        | 5 marzo 1929      | 4 marzo 1933      |                                                | Herbert Hoover                                 |
| 45 |                    | Claude A. Swanson (1862-1939)         | Virginia             | 4 marzo 1933      | 7 luglio 1939     |                                                | Franklin D. Roosevelt                          |
| 46 |                    | Charles Edison (1890-1969)            | New Jersey           | 7 luglio 1939     | 2 gennaio 1940    |                                                | Franklin D. Roosevelt                          |
| 46 | 2 gennaio 1940     | Charles Edison (1890-1969)            | New Jersey           | 24 giugno 1940    |                   |                                                | Franklin D. Roosevelt                          |
| —  |                    | Lewis Compton (1892-1942)             | New Jersey           | 24 giugno 1940    | 11 luglio 1940    |                                                | Franklin D. Roosevelt                          |
| 47 |                    | Frank Knox (1874-1944)                | Illinois             | 11 luglio 1940    | 28 aprile 1944    |                                                | Franklin D. Roosevelt                          |
| —  |                    | Ralph A. Bard (1884-1975)             | Ohio                 | 28 aprile 1944    | 19 maggio 1944    |                                                | Franklin D. Roosevelt                          |
| 48 |                    | James V. Forrestal (1892-1949)        | New York             | 19 maggio 1944    | 17 settembre 1947 |                                                | Franklin D. Roosevelt                          |
| 48 | Harry S. Truman    | James V. Forrestal (1892-1949)        | New York             | 19 maggio 1944    | 17 settembre 1947 |                                                |                                                |

### 1949-tempi attuali
| #  | Immagine       | Nome                      | Mandato           | Mandato          | Presidente sotto il quale si è svolto il mandato |
| #  | Immagine       | Nome                      | Inizio            | Termine          | Presidente sotto il quale si è svolto il mandato |
| -- | -------------- | ------------------------- | ----------------- | ---------------- | ------------------------------------------------ |
| 1  |                | John L. Sullivan          | 18 settembre 1947 | 24 maggio 1949   | Harry S. Truman                                  |
| 2  |                | Francis Patrick Matthews  | 25 maggio 1949    | 31 luglio 1951   | Harry S. Truman                                  |
| 3  |                | Dan A. Kimball            | 31 luglio 1951    | 20 gennaio 1953  | Harry S. Truman                                  |
| 4  |                | Robert B. Anderson        | 4 febbraio 1953   | 3 marzo 1954     | Dwight D. Eisenhower                             |
| 5  |                | Charles S. Tommaso        | 3 maggio 1954     | 1º aprile 1957   | Dwight D. Eisenhower                             |
| 6  |                | Thomas S. Gates           | 1º aprile 1957    | 8 giugno 1959    | Dwight D. Eisenhower                             |
| 7  |                | William B. Franke         | 8 giugno 1959     | 19 gennaio 1961  | Dwight D. Eisenhower                             |
| 8  |                | John B. Connally, Jr      | 25 gennaio 1961   | 20 dicembre 1961 | John F. Kennedy                                  |
| 9  |                | Fred Korth                | 4 gennaio 1962    | 1º novembre 1963 | John F. Kennedy                                  |
| 10 |                | Paul H. Nitze             | 29 novembre 1963  | 30 giugno 1967   | Lyndon B. Johnson                                |
| 11 |                | Paul Robert Ignatius      | 1º settembre 1967 | 24 gennaio 1969  | Lyndon B. Johnson                                |
| 12 |                | John H. Chafee            | 31 gennaio 1969   | 4 maggio 1972    | Richard M. Nixon                                 |
| 13 |                | John W. Warner            | 4 maggio 1972     | 8 aprile 1974    | Richard M. Nixon                                 |
| 14 |                | J. William Middendorf, II | 8 aprile 1974     | 20 gennaio 1977  | Richard M. Nixon, Gerald Ford                    |
| 15 |                | W. Graham Claytor, Jr.    | 14 febbraio 1977  | 24 agosto 1979   | Jimmy Carter                                     |
| 16 |                | Edward Hidalgo            | 24 ottobre 1979   | 20 gennaio 1981  | Jimmy Carter                                     |
| 17 |                | John Lehman               | 5 febbraio 1981   | 10 aprile 1987   | Ronald Reagan                                    |
| 18 |                | Jim Webb                  | 1º maggio 1987    | 23 febbraio 1988 | Ronald Reagan                                    |
| 19 |                | William L. Ball           | 28 marzo 1988     | 15 maggio 1989   | Ronald Reagan, George H. W. Bush                 |
| 20 |                | Henry L. Garrett III      | 15 maggio 1989    | 26 giugno 1992   | George H. W. Bush                                |
| 21 |                | Sean O'Keefe              | 7 luglio 1992     | 2 ottobre, 1992  | George H. W. Bush                                |
| 21 | 2 ottobre 1992 | Sean O'Keefe              | 20 gennaio 1993   |                  | George H. W. Bush                                |
| 22 |                | John H. Dalton            | 22 luglio 1993    | 16 novembre 1998 | Bill Clinton                                     |
| 23 |                | Richard Danzig            | 16 novembre 1998  | 20 gennaio 2001  | Bill Clinton                                     |
| 24 |                | Gordon R. England         | 24 maggio 2001    | 30 gennaio 2003  | George W. Bush                                   |
| 25 |                | Gordon R. England         | 1º ottobre 2003   | 29 dicembre 2005 | George W. Bush                                   |
| 26 |                | Donald C. Winter          | 3 gennaio 2006    | 13 marzo 2009    | George W. Bush, Barack Obama                     |
| 27 |                | Mabus Ray                 | 18 giugno 2009    | 20 gennaio 2017  | Barack Obama                                     |
| 28 |                | Richard V. Spencer        | 3 agosto 2017     | 24 novembre 2019 | Donald Trump                                     |
| 29 |                | Kenneth Braithwaite       | 29 maggio 2020    | 20 gennaio 2021  | Donald Trump                                     |
| 30 |                | Carlos Del Toro           | 9 agosto 2021     | 20 gennaio 2025  | Joe Biden                                        |